# UFC Fight Night: Hunt vs. Pezão
UFC Fight Night: Hunt vs. Pezão (também conhecido como UFC Fight Night 33) foi um evento de artes marciais mistas, ocorrido em 6 de dezembro de 2013 no Brisbane Entertainment Centre em Brisbane, Queensland, devido ao fuso horário existente entre Brisbane, Queensland e o Brasil, o card teve início no dia 6 de dezembro de 2013 para os fãs que moram no Brasil.

## Background
O evento principal foi a luta entre os pesos pesados, o neozelandês Mark Hunt e o brasileiro Antônio Pezão.
A lutadora russa Aleksandra Albu iria fazer sua estreia no evento diante da norte-americana Julie Kedzie, mas uma lesão a forçou a sair do card e sendo substituída pela brasileira, também estreante, Bethe Correa.
Brian Melancon era esperado para enfrentar Robert Whittaker no evento, porém, devido à problemas renais Melancon se aposentou e se retirou da luta, e Whittaker foi retirado do card.
Alex Caceres era esperado para enfrentar o canadense Mitch Gagnon, mas devido à problemas de visto, Gagnon teve de se ausentar do evento. A luta entre os dois será remarcada em breve.

## Pós-Lutas
- Antônio Pezão x Mark Hunt - A luta principal da noite foi considerada pela imprensa como uma das maiores lutas da história dos pesos-pesados no MMA.[2] ideia também defendida por Dana White. Segundo ele, "tanto Hunt, quanto Silva levam a luta da noite, e ambos ganham bônus pela vitória. Posso até comprar uma ilha para cada um! A luta mais incrível de pesados de todos os tempos. Nunca fiquei tão feliz com um empate na minha vida! Os ganhadores dessa luta somos nós, os fãs".[3]
- Shogun x Te Huna - Vindo de algumas derrotas, esta poderia ser a última luta de Shogun no UFC. Até mesmo Dana White chegou a cogitar a aposentadoria do brasileiro em caso de uma nova derrota. Porém, a forma como ele chegou à vitória, considerada "Nocaute do século" por Dana White, representou uma sobrevida do lutador brasileiro no evento.[4]

### Bônus da noite
- Luta da Noite:  Mark Hunt vs.  Antônio Silva
- Nocaute da Noite:  Maurício Rua
- Finalização da Noite: Não houve lutas terminadas em finalização no evento.